# Zone calme
En Europe (au sens de la directive européenne sur la gestion du bruit), une zone calme (quiet areas pour les anglophones) est dans l'environnement (naturel, semi-naturel ou urbain), ou dans une carte d'exposition au bruit, une zone où en temps normal (c'est-à-dire quelles que soient la saison, l'heure de la nuit ou de la journée, ou la direction du vent, l'humidité de l'air…), le calme règne ou ne devrait être protégé d'une augmentation du niveau sonore (en ville par exemple). 
Pour l'évaluation du calme, le bruit doit donc être mesuré ou estimé le matin, le jour et la nuit (car la nuit le bruit est moins supportable) et aux différentes saisons, avec des critères quantitatifs et qualitatifs. 
La cartographie des zones de calme a pris un important retard dans un certain nombre de pays dont la France.

## Définitions réglementaires
La directive européenne (2002/49/CE) sur l'évaluation et la gestion du bruit dans l'environnement vise - notamment grâce aux cartes de bruit stratégiques - à évaluer de façon harmonisée l'exposition au bruit dans les 25 États-membres, pour mieux contribuer à prévenir et corriger (réduire) les effets du bruit. Les États membres doivent restaurer et préserver un réseau de zones calmes, d'intérêt notamment aménitaire (bien-être, facteur de santé mentale, qualité de vie…).

Cette directive 2002/49/CE, différentie :
- « zone calme d’une agglomération » (« une zone délimitée par l’autorité compétente qui, par exemple, n’est pas exposée à une valeur de Lden ou d’un autre indicateur de bruit approprié, supérieure à une certaine valeur déterminée par l'État-membre, quelle que soit la source de bruit considérée »)
- « zone calme en rase campagne » (« une zone délimitée par l'autorité compétente, qui n’est pas exposée au bruit de la circulation, au bruit industriel ou au bruit résultant d'activité de détente »).

## Recommandations
- Dans le monde, l'OMS et divers pays (Pays-Bas, Italie, Finlande… ont émis des recommandations sanitaires ou des règlementations avec des seuils variant de 40 à 50 dB pour les zones respectant un calme jugé suffisant pour la santé[2].
- En France, il existe depuis 2008 un Guide national pour la définition et la création des zones calmes[3] qui est une « Synthèse du référentiel national ».

## Enjeux sociaux-économiques
Le calme est une des aménités (et un facteur d'attractivité et de hausse des loyers et du foncier) fortement souhaitées par les habitants.
- Amsterdam a interrogé le ressenti de ses habitants par une enquête qui a permis d'identifier 150 zones calmes jugées importantes pour et par la population elle-même.
- Avec l'idée de réduire les inégalités environnementales La ville de Bruxelles et la région Bruxelles-Capitale ont utilisé comme critère la protection ou restauration d'une zone de calme  à moins de 10 minutes de marche de chaque habitant, ce qui a permis de visualiser les carences qui seront étudiées en concertation avec la population[4].
- Le Royaume-Uni a créé un dispositif participatif (participatory appraisal) impliquant environ 3 000 personnes pour affiner ses critères de définition des zones calmes[5].

## Enjeux écologiques
Fréquemment, les zones de calme indiquées sur les cartes de bruit sont épargnées par les transports, l'industrie lourde, l'urbanisation dense, et par les pollutions associées, ce qui en fait des zones potentiellement intéressantes pour les noyaux des réseaux écologiques, leurs zones tampons ou les corridors biologiques (Trame verte et bleue en France). Néanmoins ce n'est pas jours le cas, à titre d'exemple :
- des friches industrielles requalifiées peuvent être ensuite classées en zone de calme, mais conserver des séquelles de pollution ;
- les zones évacuées à la suite de la catastrophe de Tchernobyl sont calmes, mais fortement touchées par la radioactivité ;
- des forêts de guerre peuvent être calmes, mais les séquelles de guerre peuvent encore s'y exprimer sous forme de pollution des sols, de l'écosystème ou de munitions non explosées susceptibles de causer des accidents ou de polluer le sol et l'eau.

Les zones de calme existantes sont ainsi aussi des indices de qualité de l'environnement (dont pour l'intégrité écopaysagère) et de santé environnementale. 
Elles sont nécessaires à la survie des espèces sensibles au dérangement, dont certaines sont des espèces protégées ; la cigogne noire abandonne facilement son nid en forêt si elle est dérangées.
La mise en réseau de zones de calme si elles se superposent à des zones d'intérêt écologique peut aussi être utilisé en écologie du paysage comme moyen de réduire la « pollution sonore » en tant que facteur de fragmentation écopaysagère).

## Enjeux paysagers
Le calme devient un des éléments de la qualité paysagère et écopaysagère.

## Cartographie
La cartographie stratégique du bruit telle que définie par l'Europe, doit comprendre une représentation des zones de calme, sur la carte présentant les niveaux de bruit (via l'indicateur de bruit Lden), et des éléments permettant d'élaborer des plans d'action (y compris pour restaurer ou préserver des zones calmes). 

Selon la recherche en acoustique, le seuil max. devrait être de 50 dB Lden voire 40 dB Lden.
La notion de calme étant pour partie subjective, ce travail implique théoriquement la coopération d'acousticiens, cartographes, ingénieurs en santé-environnement, urbanistes, spécialistes de la métrologie (mesure du bruit), de l'isolation phonique, modélisateurs et informaticiens, mais aussi de pédagogues et d'évaluateur… Par exemple la perception de la qualité sonore de l'environnement à nombre de décibel égal peut être modifiée selon la nature du bruit (plus ou moins grave ou aigu, plus ou moins naturel ou vécu comme "agréable", mais aussi selon les capacités réflectrices ou au contraire absorbante des matériaux qui constituent l'environnement (écho, réverbération, brouhaha, etc.). Certains pays, dont la France sont très en retard dans leur application de la directive.

## Codes cartographiques
Habituellement, des codes de couleurs représentent au moins cinq gammes de dBA (séparés par des Isolignes). Habituellement, le rouge désigne les zones statistiquement les exposées aux fortes nuisances sonores et le vert les zones plus « calmes. »

## EnFrance
Dans ce pays où selon le Grenelle de l'environnement, 27 millions de personnes sont concernés par la Directive Bruit, dans 58 agglomérations (de plus de 100 000 habitants), dont 24 de plus de 250 000 habitants, le législateur. Le décret, du 24 mars 2006 modifiant le code de l’environnement et le code de l’urbanisme n'ayant pas imposé de méthode d'identification des zones de calme, chaque commune peut et doit choisir ses méthodes et moyens, sous le contrôle des préfets")…
De plus, la loi définit en effet les zones calmes de manière assez floue comme :

« espaces extérieurs remarquables par leur faible exposition au bruit, dans lesquels l'autorité qui établit le plan souhaite maîtriser l'évolution de cette exposition compte tenu des activités humaines pratiquées ou prévues »

Une zone devrait implicitement selon la directive être classée en zone de calmes si exposée à moins de 55 dB Lden (et 50 dB Lnight, de nuit), 
- mais on sait que sur le terrain, le niveau de décibels ne suffit pas à définir le calme (qui diffère du silence). Par exemple, le CETE (Centre d'études techniques de l'équipement) de Strasbourg a montré que si à Paris le parvis de la Défense n'était pas exposé à un bruit ambiant important, sa forte fréquentation le rend difficile à considérer comme « calme » par les parisiens ou touristes, alors qu'un jardin public exposé à un niveau sonore légèrement plus important (dû à une cascade d'eau, au bruit d'animaux…) pourrait éventuellement être considéré comme plus « calme » par nombre de ses usagers. La naturalité du bruit ou son caractère artificiel seraient des facteurs à idéalement prendre en compte, mais qui sont également pour partie subjectifs.
- Le législateur n'a pas stipulé que les zones calmes devaient explicitement être matérialisée sur les cartes du bruit[12].
- Un état des lieux de l'application de la directive a été esquissé à l'occasion d'un colloque le 12 février 2010, par la ville de Paris, le Centre d’information et de documentation sur le bruit (CIDB) et Bruitparif. Il montre qu'un retard important a été pris dans la cartographie des zones de calme, semble-t-il notamment en raison de la difficulté à en faire une définition consensuelle, sachant qu'elles génèrent de nouveaux enjeux sur le plan de la constructibilité, de l'urbanisme, etc.

### Retards dans la cartographie
Les cartes de bruit stratégiques, obligatoires, auraient dû toutes être publiées avant la fin de 2007 pour les agglomérations européennes de plus de 250 000 habitants et mises à disposition du public avant cette date, pour ensuite être actualisée tous les cinq ans, afin de ;
- Produire ou améliorer de plans de prévention ;
- Produire ou améliorer de plans de réduction du bruit ambiant ;
- Préserver un réseau de zones de calme.

### Recherche (en France)
Le Conseil national du bruit existe  peut se faire aider par le PREDIT (programme national de recherche et d'innovation dans les transports terrestres, pour encadrer les « Plans de prévention du bruit dans l'environnement » (PPBE).

### Exemple

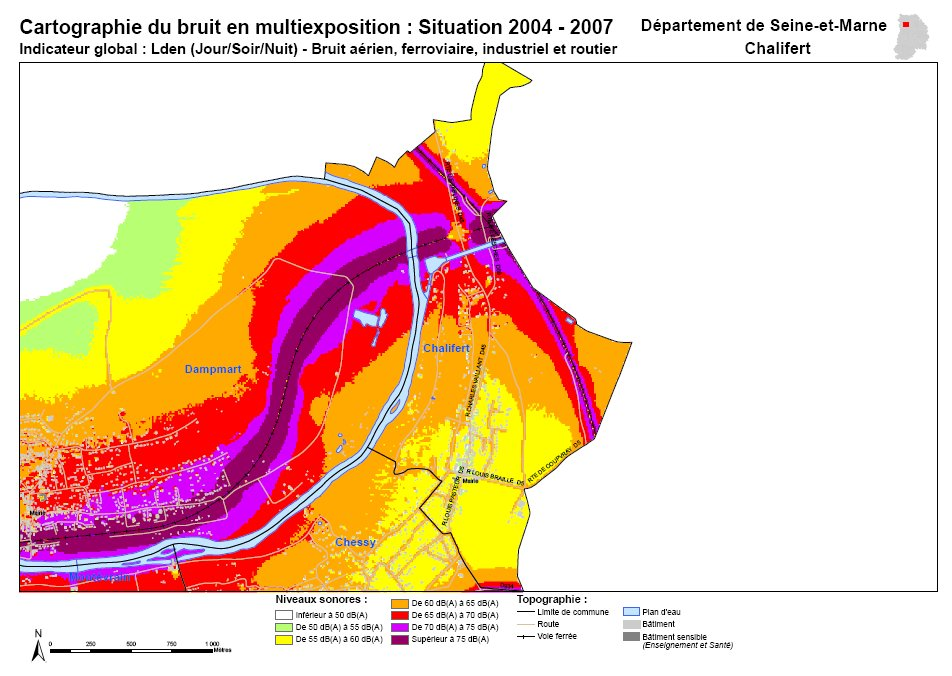
Carte de bruit multi-exposition Lden de Chalifert

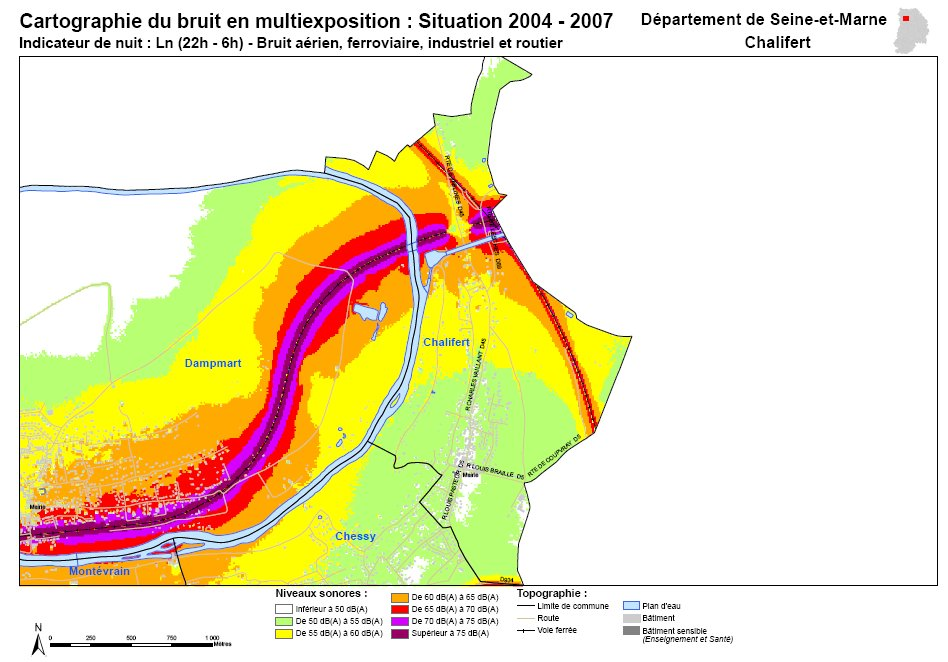
Carte de bruit multi-exposition Ln de Chalifert

Le village de Chalifert, en agglomération parisienne a, avec le conseil général de Seine-et-Marne élaboré ses cartes de bruit.
À titre d'exemple, la carte multi-expositions (ci-contre) montre que si l’environnement sonore de la commune de Chalifert est modérément affecté par le bruit (malgré la voie ferroviaire au nord de la commune, il n'y existe cependant plus de « zone calme » étendue (sur le plan des niveaux sonores, selon le critère LDEN < 50 dBA. Mais quelques taches de calme apparaissent à proximité du bourg, susceptibles de faire l’objet d’actions de préservation du calme dans le cadre du PPBE, en lien avec la nature de l’occupation des sols et d'éventuels projets de protection ou valorisation de la nature.

## France
1. Cartes du réseau ferroviaire (Excel-44 ko)
2. Cartes des agglomérations (Excel-128 ko)
3. Cartes des aéroports (Excel-28 ko)
4. Cartes des axes routiers (Excel-104 ko)